# تيمو هيلدبراند
تيمو هيلدبراند (بالألمانية: Timo Hildebrand) هو حارس مرمى ألماني ولد في 5 أبريل 1979. كان يلعب مع نادي شتوتغارت الألماني الذي فاز معه بالدوري سنة 2007 قبل أنتقاله في يونيو 2007 إلى فلنسيا الأسباني ومنه عاد إلى هوفنهايم مرة أخرى قي شتاء موسم 2008/2009.وفي سبتمبر 2010 انتقل إلى سبورتنج لشبونة في صفقة انتقال حر.

## مسيرته الكروية
لعب تيمو هيلدبراند خلال مسيرته الاحترافية مع 7 أندية في تسعة عشر موسمًا ولم يسجل خلالها أي هدف ضمن 362 مباراة. حيث فاز في موسم واحد بالكأس وفي موسم واحد بالدوري.
خاض تيمو هيلدبراند مسيرته مع في إف بي شتوتغارت الثاني في موسم 1997–98 واستمر معه طيلة ثلاثة مواسم، مشاركًا في 35 مباراة ولم يسجل أي هدف. ثم انتقل إلى نادي شتوتغارت في موسم 1999–00 ليلعب معه ثمانية مواسم، حيث شارك في 221 مباراة ولم يسجل أي هدف أيضًا. لينتقل بعدها إلى نادي فالنسيا في موسم 2007–08 لمدة موسم واحد، مشاركًا في 26 مباراة ولم يسجل أي هدف أيضًا. ثم انتقل إلى نادي هوفنهايم في موسم 2008–09 ولمدة موسمين، مشاركًا في 38 مباراة ولم يسجل أي هدف أيضًا. هذا وانتقل لاحقًا إلى نادي سبورتينغ لشبونة في موسم 2010–11 لمدة موسم واحد، لم يشارك في أي مباراة ولم يسجل أي هدف أيضًا. ثم انتقل بعدها إلى نادي شالكه 04 في موسم 2011–12 واستمر معه طيلة ثلاثة مواسم، مشاركًا في 39 مباراة ولم يسجل أي هدف أيضًا. ليعود وينتقل من جديد، لكن هذه المرة إلى نادي آينتراخت فرانكفورت في موسم 2014–15 لمدة موسم واحد، مشاركًا في 3 مباريات ولم يسجل أي هدف أيضًا.

## روابط خارجية
- تيمو هيلدبراند على موقع الاتحاد الدولي (مؤرشف)  (الإنجليزية)
- تيمو هيلدبراند على موقع قاعدة بيانات كرة القدم.إي يو (الإنجليزية)
- تيمو هيلدبراند على موقع بيانات كرة القدم. دي إي (الألمانية)
- تيمو هيلدبراند على موقع ناشيونال فوتبول تيمز (الإنجليزية)
- تيمو هيلدبراند على موقع Soccerway.com (الإنجليزية)
- تيمو هيلدبراند على موقع عالم كرة القدم.نت (الإنجليزية)
- تيمو هيلدبراند على موقع كووورة
- تيمو هيلدبراند على موقع AS.com (الإسبانية)